# Centrale Virksomhedsregister
Das Centrale Virksomhedsregister (deutsch: Zentrales Unternehmensregister, kurz: CVR) ist ein öffentliches Verzeichnis, das Informationen über alle dänischen Unternehmen enthält. Betreiber des staatlichen dänischen Handelsregisters ist die dänische Wirtschaftsbehörde Erhvervsstyrelsen. Das Verzeichnis enthält grundlegende (auch historische) Basisdaten über alle in Dänemark registrierten Unternehmen, z. B. zur Geschäftsform, der Branche oder Anzahl der Mitarbeiter.
Die Daten stammen aus den firmeneigenen Registrierungen beim Portal virk.dk. Im CVR sind darüber hinaus Informationen zu Verbänden und Behörden auffindbar. Neben Informationen über das Unternehmen selbst enthält das Register auch Angaben zu Niederlassungen, den Gründern, Eigentümern und Managern.
Seit 2018 enthält das CVR auch Informationen zu grönländischen Unternehmen, Verbänden und Behörden.
In CVR bei Virk können Einzeleinträge vorgenommen, gefilterte Suchen durchgeführt, Auszüge und Abonnements erstellt sowie eine Vielzahl von Unternehmensdokumenten und Transkripten heruntergeladen werden.

## CVR-Nummer
Analog zur persönlichen Identifikationsnummer CPR besitzen Unternehmen eine CVR-Nummer. Nicht alle Unternehmen in Dänemark sind im CVR mit einer CVR-Nummer registriert, z. B. sind Unternehmen in Privatbesitz mit einem Jahresumsatz von weniger als 50.000 DKK (Stand: 2011) nicht meldepflichtig. Seit dem 1. Januar 2014 wird die Registrierung eines Kleinunternehmens in Privatbesitz (PMV) ermöglicht, was Unternehmen mit einem Umsatz von weniger als 50.000 DKK die Möglichkeit gibt, eine CVR-Nummer zu erhalten. Ab Januar 2018 erhielten grönländische Unternehmen eine CVR-Nummer.